# 14436 Morishita
14436 Morishita è un asteroide della fascia principale. Scoperto nel 1992, presenta un'orbita caratterizzata da un semiasse maggiore pari a 2,5734877 UA e da un'eccentricità di 0,2243511, inclinata di 1,85546° rispetto all'eclittica.
L'asteroide è dedicato all'astronomo giapponese Yoko Morishita.